# Sphaeropsis tumefaciens
Sphaeropsis tumefaciens är en svampart som beskrevs av Hedges 1911. Sphaeropsis tumefaciens ingår i släktet Sphaeropsis, divisionen sporsäcksvampar och riket svampar.   Inga underarter finns listade i Catalogue of Life.